# アナザー・カントリー (カサンドラ・ウィルソンのアルバム)
『アナザー・カントリー』（Another Country）は、アメリカ合衆国の歌手、カサンドラ・ウィルソンが2012年に発表したスタジオ・アルバム。

## 背景
イタリア人ギタリスト/プロデューサーのファブリッツィオ・ソッティを迎えて制作された。「ディープ・ブルー」と「レッティング・ユー・ゴー」は作曲、演奏ともにソッティが単独で行ったインストゥルメンタルである。また、マイルス・デイヴィスとの共演で知られるパーカッショニスト、ミノ・シネルも参加している。
曲作りはアメリカのニューオーリンズで行われたが、レコーディングは主にイタリアのフィレンツェで行われた。ウィルソン自身は「今作は世界各国からミュージシャンに集まってもらったから、レコーディング場所がアメリカである必要もなかった」「異国に行くという体験は、今作のコンセプトにもなっている」とコメントしている。

## 反響・評価
アメリカでは総合アルバム・チャートのBillboard 200入りは果たせなかったが、『ビルボード』のジャズ・アルバム・チャートで2位、トップ・ヒートシーカーズで6位、インディペンデント・アルバム・チャートで35位を記録した。一方、ドイツでは総合アルバム・チャートで64位を記録した。
Thom Jurekはオールミュージックにおいて5点満点中3.5点を付け「ちょっとした失策もあるとはいえ、『アナザー・カントリー』はウィルソンの歓迎すべき新局面を示した」と評している。また、John Fordhamは『ガーディアン』紙のレビューで5点満点中3点を付け、「オー・ソレ・ミオ」と「オールモスト・トゥエルヴ」を「彼女に全く合っていない」と批判する一方、「パッション」に関して「傑出した曲」「ウィルソン独特の力強いボーカル、ソッティの優雅な即興、それにバンドの柔和な輝きが均衡を保っている」と評している。

## 収録曲
特記なき楽曲はカサンドラ・ウィルソンとファブリッツィオ・ソッティの共作。
1. レッド・ギター - "Red Guitar" (Cassandra Wilson) - 4:34
2. ノー・モア・ブルース - "No More Blues" - 4:18
3. オー・ソレ・ミオ - "O Sole Mio" (Public Domain) - 5:40
4. ディープ・ブルー - "Deep Blue" (Fabrizio Sotti) - 2:28
5. オールモスト・トゥエルヴ - "Almost Twelve" - 4:24
6. パッション - "Passion" - 5:22
7. ホエン・ウィル・アイ・シー・ユー・アゲイン - "When Will I See You Again" - 6:27
8. アナザー・カントリー - "Another Country" - 4:15
9. レッティング・ユー・ゴー - "Letting You Go" (F. Sotti) - 3:27
10. オロムロロ - "Olomuroro" (C. Wilson, F. Sotti, Lekan Babalola) - 3:08

### 日本盤ボーナス・トラック
1. オー・ソレ・ミオ・ファンク - "O Sole Mio Funk" (Public Domain) - 4:04

## 参加ミュージシャン
- カサンドラ・ウィルソン - ボーカル、アコースティック・ギター
- ファブリッツィオ・ソッティ（英語版） - アコースティック・ギター、エレクトリック・ギター
- ニコラ・ソラート - エレクトリックベース
- ユリエン・ラブロ - アコーディオン
- レカン・ババロラ - パーカッション
- ミノ・シネル - パーカッション
- NOCCA Chamber Choir - クワイア(on 10.)